# Алп дьо От Прованс
Алп дьо От Прованс (на френски: Alpes-de-Haute-Provence, „Горнопровансалски Алпи“) е департамент в регион Прованс-Алпи-Лазурен бряг, югоизточна Франция. Образуван е през 1790 година от северната част на провинция Прованс, като до 1970 година се нарича Ба-з-Алп („Долни Алпи“). Площта му е 6925 km², а населението – 159 450 души (2009). Административен център е град Дин ле Бен.